# Rio do Campo
Rio do Campo är en kommun i Brasilien.   Den ligger i delstaten Santa Catarina, i den södra delen av landet, 1 300 km söder om huvudstaden Brasília. Antalet invånare är 6 195.
I omgivningarna runt Rio do Campo växer i huvudsak städsegrön lövskog. Runt Rio do Campo är det glesbefolkat, med 19 invånare per kvadratkilometer.